# Schitul Dragoslavele (județul Argeș)
Schitul Dragoslavele este un monument istoric și religios situat în comuna Dragoslavele din județul Argeș, pe șoseaua Pitești-Brașov, în apropiere de Rucăr, având hramul „Sfântul Mare Mucenic Gheorghe”. În incinta schitului conviețuiesc monahi, sub păstorirea Prea Cuviosului ieromonah Cosma Juncu. 
Ansamblul cuprinde: 
- Biserica de lemn „Sf. Gheorghe” a schitului Dragoslavele (cod: AG-II-m-A-13679)
- Reședința patriarhală (cod: AG-II-m-B-13680). În cadrul acesteia, distingem: 
  1. Reședința patriarhală-casă veche (AG-II-m-B-13680.01)
  2. Reședința patriarhală casă nouă (cod AG-II-m-B-13680.02)
  3. Mai multe anexe (cod: AG-II-m-B-13680.03)
  4. Un parc (cod: AG-II-m-B-13680.04)[2]

Pe traseul amintit anterior, poate fi vizitată și mânăstirea de maici de la Nămăiești. În Dragoslavele se poate ajunge din Câmpulung Muscel cu autobuze de transport public și diverse ocazii până la prima stație a fostului PECO și de aici, la stânga circa 700 m după trecerea podului peste Pârâul Dragoslavele. Astfel, se ajunge în incinta așezământului situat la nord de sat, pe deal, într-o curte generoasă cu fâneață și pomi fructiferi.

## Scurt istoric
Biserica de lemn „Sfântul Gheorghe” a schitului Dragoslavele, a fost construită în secolul al-XVIII-lea, în jurul anului 1717, in Ardeal, la Luna de Sus, comuna Florești. Ctitoria schitului îi aparține lui Atanasie Popa, iar pictura din interiorul sfântului lăcaș de cult îi este atribuită pictorului  Nistor Zugravul din Feleac, fiind sfințită in anul 1842, de Episcopul Vasile Moga. În anul 1933, biserica a fost adusă la Predeal, fiind instalată în tabăra de tineret „Straja Țării”, fondată de către regele Carol al II-lea. După anul 1948, biserica a fost transferată pe dealul Podișor din Dragoslavele pe Trecătoarea Rucăr-Bran, iar lăcașul a fost sfințit la data de 21 august 1949. În jurul acestei biserici s-a format un schit de călugări.
Așezământul monahal a luat ființă în 1929 ca și reședință patriarhală de vară  pentru preoțimea musceleană.
După mai multe demersuri, patriarhul Iustinian Marina a adus din Predeal  biserica de lemn, a restaurat zidurile  ce împrejmuiesc parcul  și cele trei case existente, De asemenea, a înființat schitul Dragoslavele, donându-i lăcașul sfânt împreună cu construcțiile și terenurile anexe. Biserica a fost sfințită în 21 august 1949, în acest lăcaș, oficiindu-se până astăzi slujbe de duminică și sărbători.
Este așezată pe un soclu înalt din piatră, are pereții din bârne (grinzi) de lemn în exterior, iar interiorul este împărțit în altar, naos și pronaos, intrarea în biserică făcându-se printr-o ușă masivă din lemn. Sfântul lăcaș monahal este acoperit cu șindrilă, iar turla înaltă îndeplinește și funcția de clopotniță.
În cadrul acestui schit , a funcționat între anii 1950-1960 o școală de cântăreți bisericești.  
Este de menționat faptul că, în curtea schitului Dragoslavele este înmormântat  inginerul  constructor Dimitrie G. Dima, realizatorul podurilor de peste râul Doamnei și Argeș, al uzinei electrice din Pitești, a numeroase vile, clădiri de utilitate publică, al podului de lemn peste râul Dâmbovița și al altor numeroase edificii.

## Arhitectura
Biserica schitului Dragoslavele este construită după un plan rectangular, cu absidă poligonală decroșată, având un pridvor dezvoltat pe latura sudică, precum și un antepridvor ce are doi stâlpi frontali, așezați în fața intrării principale. Deasupra pronaosului, s-a construit o turlă mare, de formă patrulateră, învelită cu șindrilă, precum și un foișor cu balustradă și arcade traforate; acoperișul are forma unui coif fleșă piramidal, ce are baza pătrată evazată. Decorația în lemn este poziționată în cadrul ancadramentului accesului principal (torsadă, rozete, pomul vieții) cât și la balustrada foișorului turlei (ornamente) precum și la barele de lemn ale pridvorului. 

## Pictura
Pictura bisericii este realizată în tempera fără liant, realizată pe un suport subțire de var stins, aplicat pe lemn sau pe fâșii de pânză maruflată; la spațiile dintre bârne, aceasta acoperă în interior întreaga suprafață a pereților precum și a bolții. Pictura, de un grafism accentuat, este de factură naivă.

## Galerie

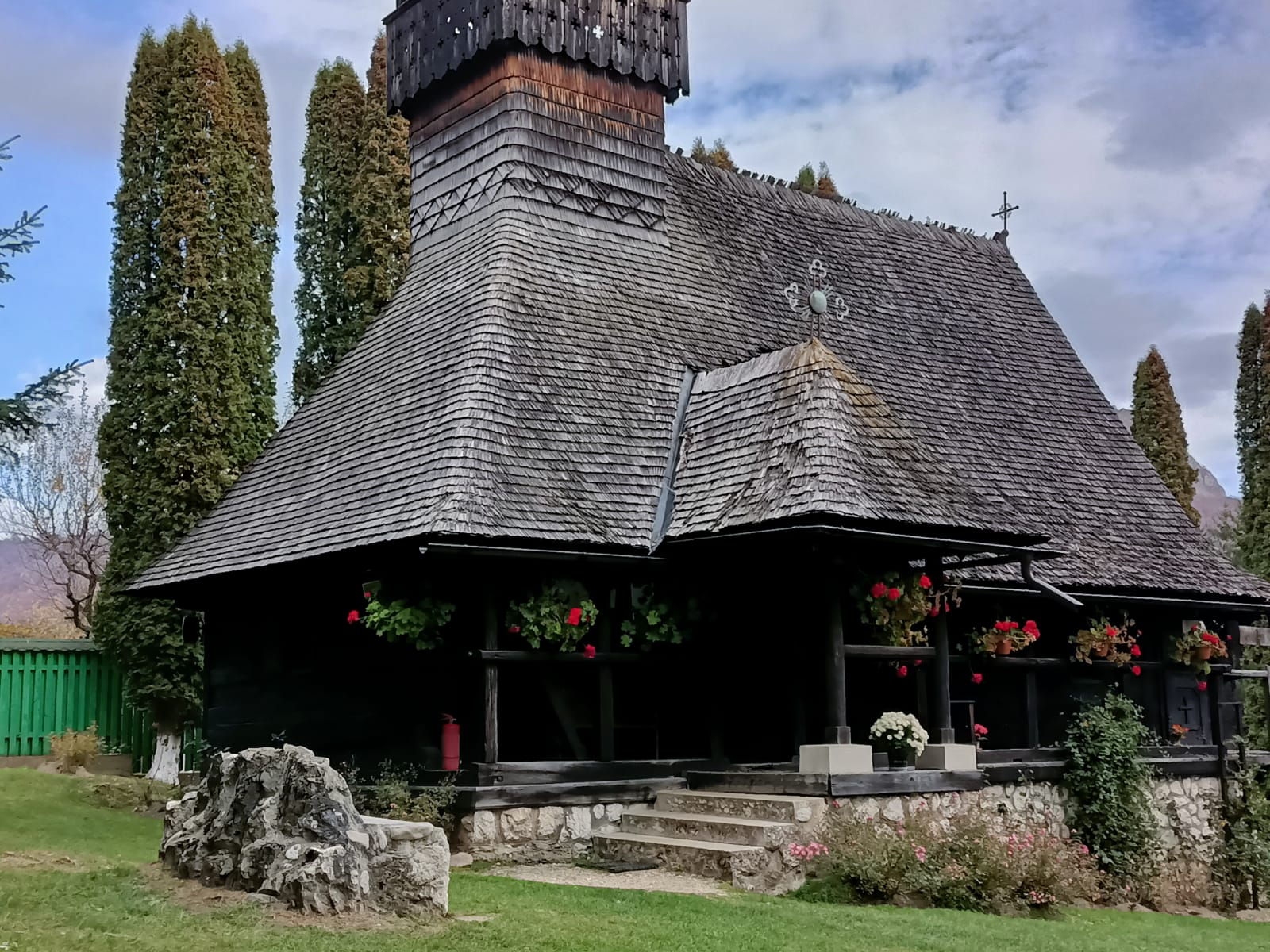
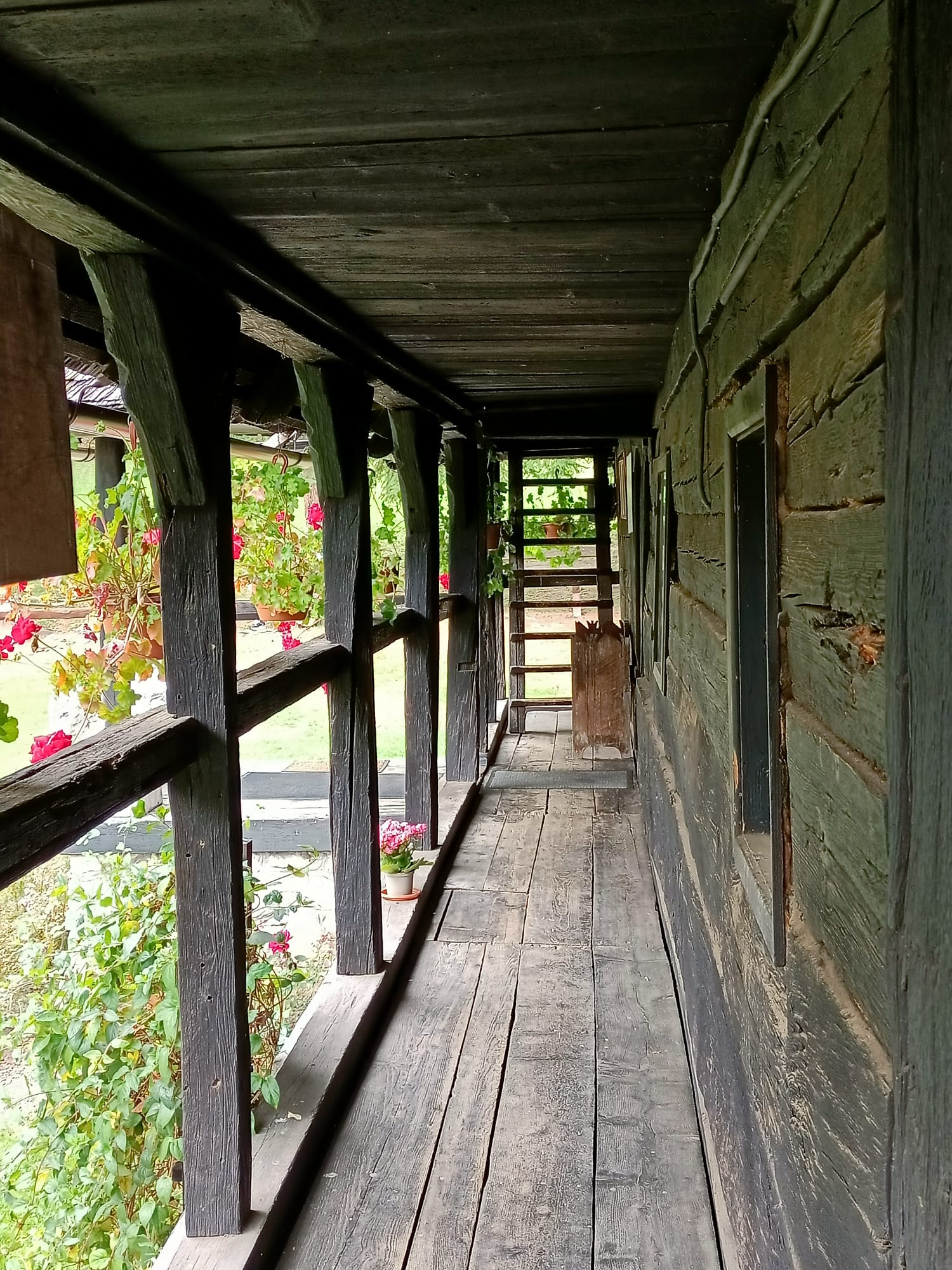
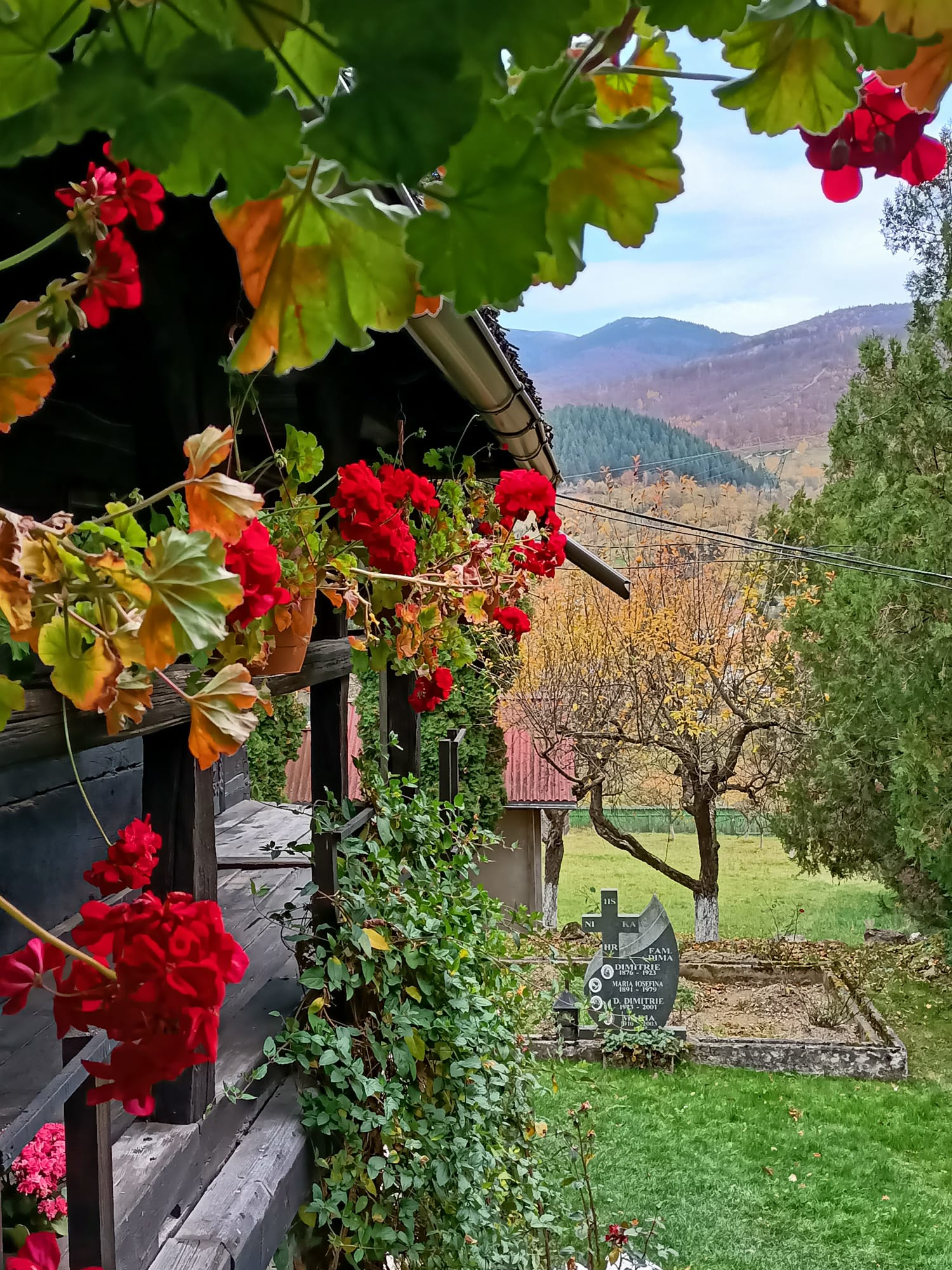
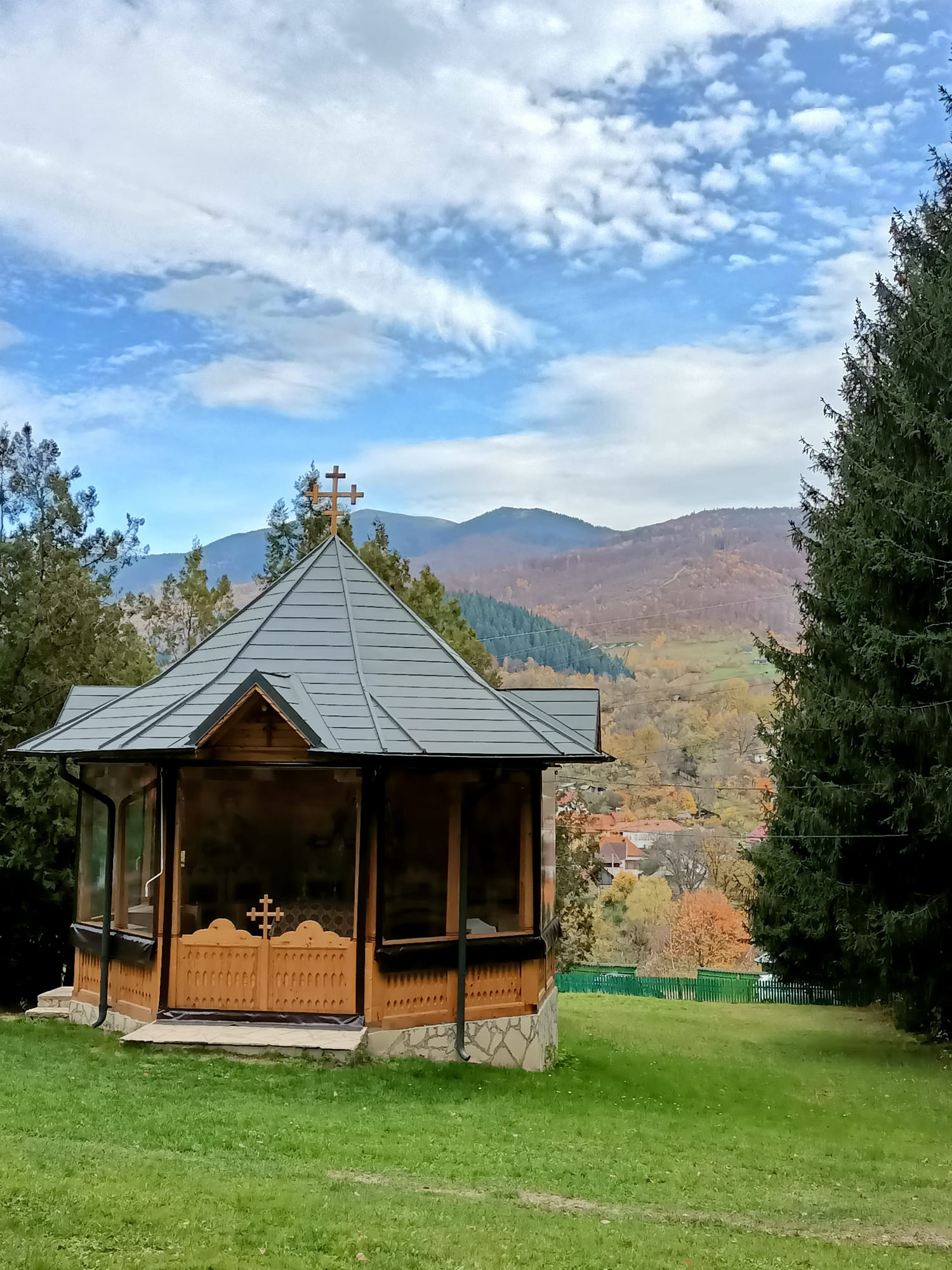